# John Ioannidis
John P. A. Ioannidis (ur. 21 sierpnia 1965 w Nowym Jorku) – amerykański epidemiolog, biostatystyk i statystyk greckiego pochodzenia, profesor medycyny Uniwersytetu Stanforda. Autor licznych prac naukowych dotyczących zdrowia publicznego, epidemiologii, metanauki i medycyny opartej na faktach. 
W 2005 r. Ioannidis opublikował artykuł pt. Why most published research findings are false w którym uzasadnił, dlaczego zgodnie z zasadami statystyki większość publikowanych wyników badań jest najprawdopodobniej błędna.